# La legge di Burke (serie televisiva 1963)
La legge di Burke (Burke's Law) è una serie televisiva statunitense in 81 episodi trasmessi per la prima volta nel corso di 3 stagioni dal 1963 al 1966. È conosciuta anche con il titolo Amos Burke, Secret Agent (titolo terza stagione). Ha avuto un seguito omonimo nel 1994-1995.

## Trama
Amos Burke è il ricco capitano della sezione omicidi della polizia di Los Angeles. In ogni episodio Burke, che arriva sulla scena degli omicidi con la sua Rolls-Royce dotata di tutte le comodità e in elegante giacca e cravatta, deve investigare su un omicidio sfoltendo la lista dei sospettati. Ad aiutarlo nelle indagini, il detective Lester Hart, un veterano della polizia; il giovane investigatore Tim Tilson; il medico legale George McLeod e la bella sergente Ames. Nella terza stagione Burke lascia la polizia per diventare agente segreto.

## Personaggi
- capitano Amos Burke (81 episodi, 1963-1966), interpretato da	Gene Barry.
- detective Tim Tilson (64 episodi, 1963-1965), interpretato da	Gary Conway.
- detective Les Hart (64 episodi, 1963-1965), interpretato da	Regis Toomey.
- Henry (64 episodi, 1963-1965), interpretato da	Leon Lontoc.
- sergente Gloria Ames (33 episodi, 1963-1965), interpretata da	Eileen O'Neill.
- George McLeod (26 episodi, 1963-1965), interpretato da	Michael Fox, il medico legale.
- Ruth (7 episodi, 1964-1966), interpretata da	Monica Keating.
- Adrienne Shelton (6 episodi, 1963-1965), interpretata da	Martha Hyer.
- Diana (6 episodi, 1964-1965), interpretata da	Lisa Seagram.
- Charlie Vaughn (5 episodi, 1963-1965), interpretato da	Nick Adams.
- DeeDee Booker (5 episodi, 1963-1965), interpretata da	Lola Albright.
- Antonio Cardoza (5 episodi, 1963-1965), interpretato da	Cesar Romero.
- Cleo Fitzgerald (5 episodi, 1964-1965), interpretato da	Francine York.
- Cindy (5 episodi, 1963-1965), interpretata da	Mary Ann Mobley.
- Arnie (5 episodi, 1963-1965), interpretato da	Alvy Moore.
- Grippsholm (5 episodi, 1964-1965), interpretato da	Milton Parsons.
- Joan Lynnaker (5 episodi, 1964-1966), interpretata da	Joan Huntington.

## Produzione
La serie fu prodotta da Barbety e Four Star Productions e girata a Los Angeles in California. Tra i produttori Aaron Spelling che fa anche un'interpretazione nell'episodio Chi ha ucciso Julian Buck?.
Durante i titoli di testa di ogni episodio, appena il titolo appare sullo schermo, si sente una voce seducente di donna che pronuncia le parole: "È la legge di Burke!"; il titolo riflette anche l'abitudine di Burke di dispensare saggezza ai suoi subalterni in modo professorale, ad esempio: "Mai fare una domanda, a meno che non si conosca già la risposta: è la legge di Burke."
Il titolo di ogni episodio inizia con le parole "Chi ha ucciso..." ("Who Killed..." nella versione originale) con il nome o la descrizione della vittima (che inevitabilmente muore dopo pochi minuti dall'inizio dell'episodio).
Altri personaggi sono il detective Tim Tilson (Gary Conway), il detective Les Hart (Regis Toomey), il sergente Ames (Eileen O'Neill), e l'autista Henry (Leon Lontoc). Tilson è un rampante giovane la cui abilità nel trovare gli indizi e tracce non porta quasi mai alla sua risoluzione degli omicidi, essendo sempre sopraffatti dalla fredda intuizione di Burke.
L'interpretazione di Anne Francis in un episodio nel ruolo di una donna detective, Honey West, originò un'altra serie spin-off, Honey West.
Il ruolo di Amos Burke era stato già interpretato in precedenza da Dick Powell nell'episodio iniziale di The Dick Powell Show nel mese di settembre del 1961. La legge di Burke fu poi prodotta dalla società di Powell, la Four Star Television. Ogni episodio vede diverse guest star nel ruolo dei sospetti (alcune interpretano anche solo brevi camei) e solo uno di essi alla fine risulta essere l'assassino.
Nella stagione finale (1965-1966), la serie viene rivista e rintitolata Amos Burke Secret Agent. Burke viene assunto da un'agenzia governativa segreta ma va ancora in giro colla sua Rolls, blindata dall'agenzia per motivi di sicurezza. Anche i personaggi di supporto delle stagioni precedenti vengono rivisti. Il cambiamento del formato fu dovuto alla tendenza delle serie dell'epoca, incentrate su ruoli di spie alla James Bond, e al successo della serie televisiva Organizzazione U.N.C.L.E. (nello stesso anno debuttarono anche Le spie, Selvaggio west e Get Smart). La nuova stagione non fu un successo e furono trasmessi solo diciassette episodi invece dei 32 soliti delle prime due stagioni.

### Registi

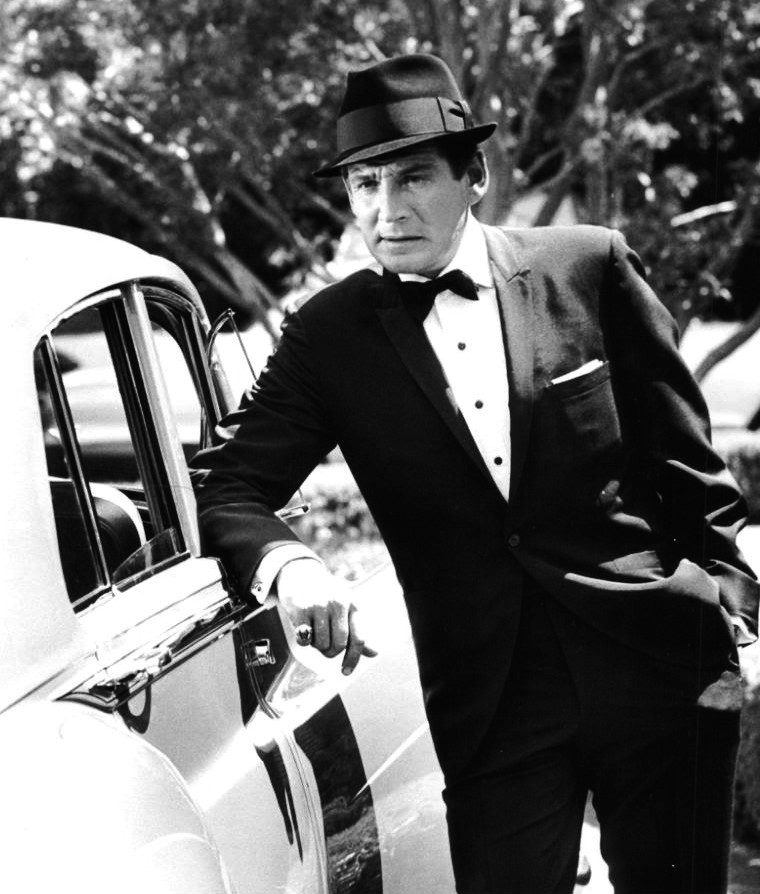
Amos Burke (Gene Barry).

Tra i registi della serie sono accreditati:
- Don Weis (13 episodi, 1963-1965)
- Jerry Hopper (11 episodi, 1964-1965)
- Don Taylor (8 episodi, 1963-1965)
- Richard Kinon (6 episodi, 1964-1965)
- Murray Golden (5 episodi, 1965-1966)
- Sam Freedle (4 episodi, 1964-1965)
- Hy Averback (3 episodi, 1963)
- Lewis Allen (3 episodi, 1964)
- Virgil W. Vogel (3 episodi, 1965)
- Stanley Z. Cherry (2 episodi, 1963-1964)
- Jeffrey Hayden (2 episodi, 1963-1964)
- Gene Nelson (2 episodi, 1964)
- James Goldstone (2 episodi, 1965)
- John Peyser (2 episodi, 1965)

## Distribuzione
La serie fu trasmessa negli Stati Uniti dal 1963 al 1966 sulla rete televisiva ABC. 
In Italia è stata trasmessa con il titolo La legge di Burke.
Alcune delle uscite internazionali sono state:
- nel Regno Unito il 20 settembre 1963
- negli Stati Uniti il 20 settembre 1963 (Burke's Law)
- nei Paesi Bassi il 15 aprile 1965
- in Germania Ovest il 23 aprile 1965 (Amos Burke)
- in Francia il 20 settembre 1965 (L'homme à la Rolls)
- in Argentina (El detective millionario)
- in Venezuela (La ley de Burke)
- in Spagna (El agente Burke o El superdetective millonario)
- in Italia (La legge di Burke)

## Revival
Nel 1994 fu prodotto un revival della serie sulla CBS dalla società di produzione di Aaron Spelling con lo stesso titolo dell'originale e Burke tornò nel ruolo di detective della polizia. Nella seconda incarnazione, Burke è assistito da suo figlio, Peter (Peter Barton).
Il nostalgico revival è caratterizzato da apparizioni da molti attori degli anni 60 interpreti di fiction sullo spionaggio, tra cui Patrick Macnee (Agente speciale (serie televisiva)), Lupus Peter (Mission: Impossible) e Anne Francis  che riprende il ruolo di Honey West (ribattezzata "Honey Best", per motivi legali).

## Episodi
| Stagione         | Episodi | Prima TV USA |
| ---------------- | ------- | ------------ |
| Prima stagione   | 32      | 1963-1964    |
| Seconda stagione | 32      | 1964-1965    |
| Terza stagione   | 17      | 1965-1966    |